# زدایکس آتو
زدایکس آتو شرکت تولیدکننده خودروهای وانت و اس‌یووی در کشور چین می‌باشد. 
وانت کاپرا و لندمارک از محصولات این شرکت هستند که در ایران توسط گروه بهمن تولید و عرضه شده‌اند.